# 山田川 (岐阜市)
山田川（やまだがわ）は、木曽川水系の一級河川。岐阜県岐阜市を流れる。長良川・揖斐川を経て伊勢湾に至る木曽川の3次支川。

## 地理
岐阜県岐阜市東部の権現山付近に源を発し、岐阜市芥見地区を西に流れ、岐阜市祇園で長良川に合流する。

## 付近
- 中将姫誓願桜
- 大洞光輪公園墓地
- 大洞団地
- 大洞緑団地

## 主な橋
- 大洞新橋
- 大洞橋
- 荒木橋
- 八幡橋